# Euryarthrum atripenne
Euryarthrum atripenne är en skalbaggsart som beskrevs av Francis Polkinghorne Pascoe 1866. Euryarthrum atripenne ingår i släktet Euryarthrum och familjen långhorningar. Inga underarter finns listade i Catalogue of Life.